# Norddeutscher Rundfunk
Norddeutscher Rundfunk, més coneguda per les seves sigles NDR, és una empresa pública de ràdio i televisió amb seu a Hamburg (Alemanya) que presta servei als estats federats alemanys d'Hamburg, Baixa Saxònia, Mecklenburg-Pomerània Occidental i Schleswig-Holstein.
El grup forma part de l'ARD, l'organització conjunta de radiodifusores públiques d'Alemanya. A més d'aportar continguts als mitjans de l'ARD a nivell nacional, gestiona també quatre emissores generalistes (una per cada estat), set ràdios temàtiques i un canal de televisió regional en col·laboració amb Radio Bremen. La seva labor més important dins de l'ARD és el manteniment dels programes informatius nacionals (Tagesschau).
Encara que NDR va ser fundada l'1 de gener de 1956, deu el seu origen a una radiodifusora anterior, Nordwestdeutscher Rundfunk (NWDR), creada en 1945 en acabar la Segona Guerra Mundial. Deu anys després es va acordar la seva divisió en dues empreses: WDR per a Renània del Nord-Westfàlia i NDR per als estats federats actuals.

## Història
L'origen de l'actual NDR es troba en una radiodifusora anterior, la Nordwestdeutscher Rundfunk (NWDR), fundada a Hamburg en 1945 en acabar la Segona Guerra Mundial, i amb cobertura a la zona d'ocupació britànica a Alemanya. En 1950, després d'unificar-se les tres zones aliades en la República Federal Alemanya, la NWDR es va convertir en una de les radiodifusores fundadores del consorci «ARD».
En 1954, la NWDR va ser dividida en dues empreses: una exclusiva per a Rin del Nord-Westfàlia (Westdeutscher Rundfunk, WDR) i una altra per als estats federats d'Hamburg, Baixa Saxònia i Schleswig-Holstein, la Norddeutscher Rundfunk (NDR). Aquesta última va poder mantenir la seva seu d'Hamburg i es va ocupar d'importants aspectes de la programació nacional, entre ells l'informatiu federal Tagesschau. Les emissions de les ràdios NDR1 i NDR2 van començar l'1 de gener de 1956, i aquest mateix dia es va posar en marxa una tercera emissora en col·laboració amb Sender Freies Berlin (SFB), la radiodifusora de Berlín.
El 20 de setembre de 1965, la NDR va posar en marxa juntament amb Radio Bremen i SFB un tercer canal de televisió, Norddeutsches Fernsehen (actual NDR Fernsehen), amb un fort pes dels espais regionals. La SFB es va mantenir lligada a aquest senyal fins que va poder establir un canal propi en 1992.
La NDR va viure una crisi interna a la fi de la dècada de 1970 quan Schleswig-Holstein, governat per Gerhard Stoltenberg, va demanar revisar la Llei de Radiodifusió per la falta de programes de proximitat per al seu estat. En 1980, els tres estats van signar un nou acord que dividia a la NDR1 en ràdios independents a partir del 2 de gener de 1981. D'igual manera, es van establir seus auxiliars a Hannover (Baixa Saxònia) i Kiel (Schleswig-Holstein) i diverses redaccions en els tres estats.
A partir de l'1 de gener de 1992, la NDR va assumir la cobertura informativa de Mecklenburg-Pomerània Occidental, coberta per la radiodifusió d'Alemanya Oriental fins a la reunificació alemanya. La seu per a aquest nou estat va quedar establerta a Schwerin.
En l'actualitat, NDR és el tercer grup que més continguts aporta a l'ARD, per darrere de la WDR i de la SWR.

## Organització

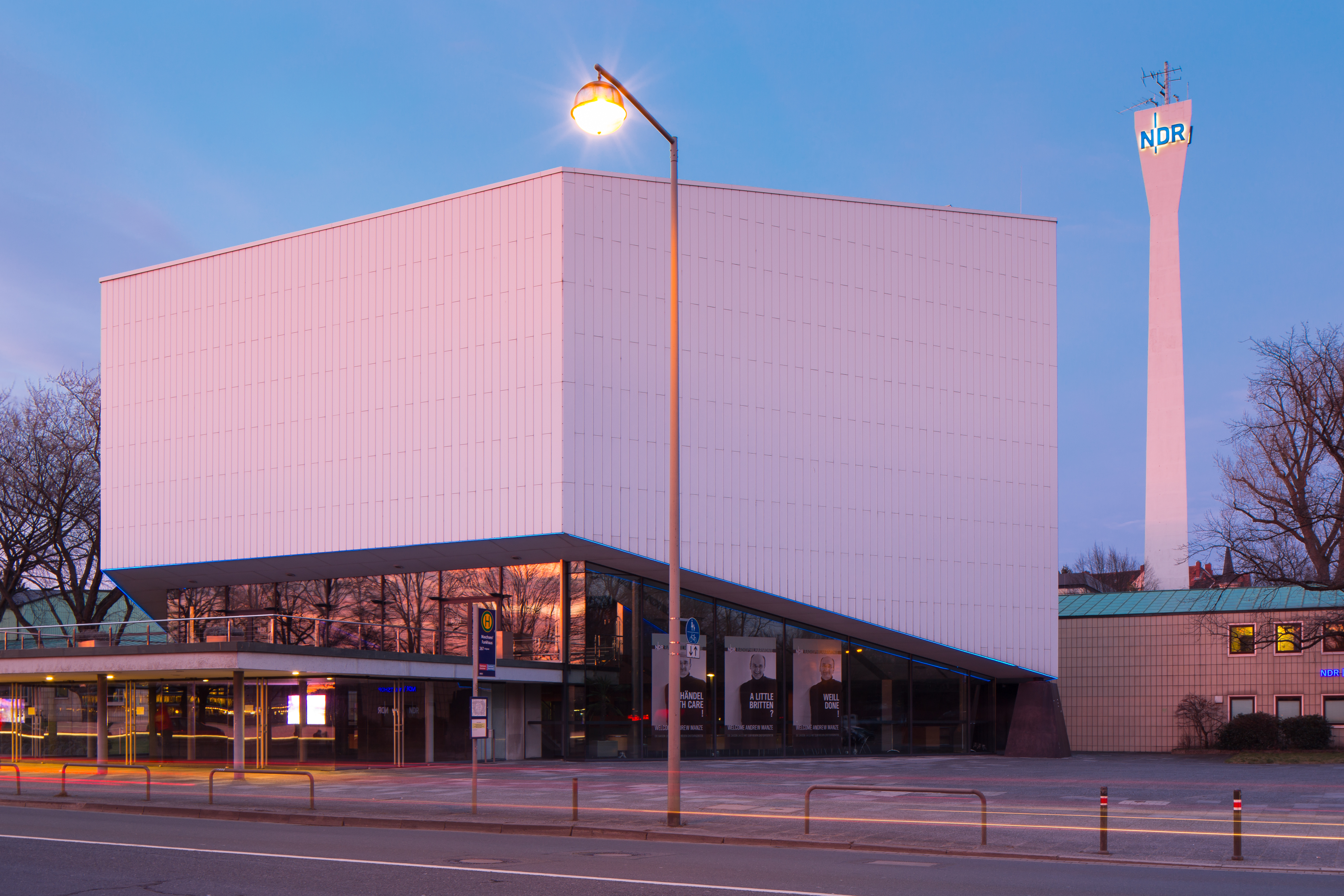
Estudis regionals de Baixa Saxònia, a Hannover

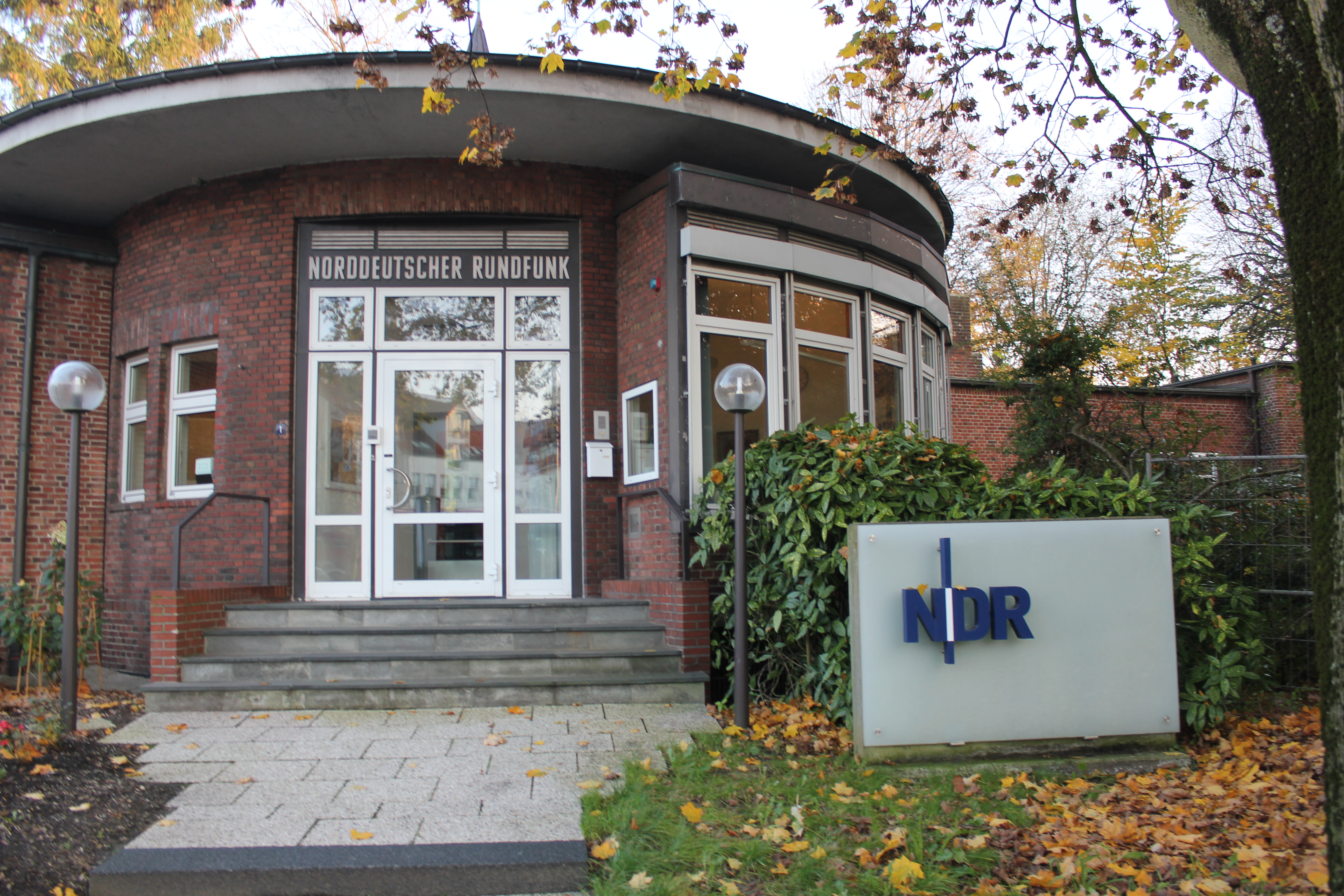
Delegació de la NDR a Flensburg

NDR és una corporació de dret públic que funciona sota una Llei de Radiodifusió (NDR-Staatsvertrag) acordada entre els estats federats d'Hamburg (ciutat estat), Baixa Saxònia, Mecklenburg-Pomerània Occidental i Schleswig-Holstein. Les seves funcions estan determinades per una fundació legal, que estableix l'estructura de l'organització i els principis baix els que ha de regir-se. La labor de l'ens públic és vigilada per un Consell de Radiodifusió, format per 58 membres representatius dels quatre estats.
La Llei de Radiodifusió es recolza en el Contracte Estatal de Radiodifusió (Rundfunkstaatsvertrag), un acord multilateral entre els setze estats federats que regula les relacions entre les radiodifusores públiques i privades. Pel que fa al seu paper a l'ARD, formada per nou grups regionals i la internacional Deutsche Welle, la NDR coopera en la producció de continguts, manté la seu dels serveis informatius a Hamburg i s'ocupa de les corresponsalies de Washington D.C. (juntament amb WDR), Londres, Estocolm, Pequín, Tòquio i Singapur (aquesta última cobreix tota Oceania). A més col·labora amb Radio Bremen en el canal de televisió regional NDR Fernsehen.
La seu central de NDR està a Hamburg, la ciutat més poblada dels quatre estats membres. Disposa també de quatre seus auxiliars a Hamburg, Hannover (Baixa Saxònia), Kiel (Schleswig-Holstein) i Schwerin (Mecklenburg-Pomerània Occidental), i d'una àmplia xarxa de centres regionals.
A Alemanya es cobra un impost directe per al manteniment de la radiodifusió pública (ARD, ZDF i Deutschlandradio), a través de l'empresa conjunta GEZ. El pagament és obligatori per a tot aquell que tingui una ràdio, televisor o qualsevol altre aparell que rebi senyal. Cada llar pagava 17,98 euros al mes en 2013. La NDR depèn dels diners que li atorgui l'ARD i destina els seus ingressos als departaments de televisió, ràdio, manteniment tècnic i despeses de gestió.

## Serveis

### Ràdio
NDR compta amb un senyal principal de ràdio, NDR 1, dividida des de 1981 per a cadascun dels estats als quals presta cobertura. La seva programació és generalista i són independents entre si:
- NDR 1 Niedersachsen: Baixa Saxònia, operada des de Hannover. Va començar a emetre l'1 de gener de 1981.
- NDR 1 Welle Nord: Schleswig-Holstein, operada des de Kiel. Va començar a emetre l'1 de gener de 1981.
- NDR 1 Radio MV: Mecklenburg-Pomerània Occidental, amb seu a Schwerin. Va començar a emetre l'1 de gener de 1992.
- NDR 90.3: emissora d'Hamburg. Va començar a emetre el 2 de gener de 1982.

A més, les següents emissores temàtiques són comunes a tots els estats coberts per NDR:
- NDR 2: radiofórmula musical contemporània.
- NDR Kultur: programació cultural i música clàssica, anteriorment coneguda com a NDR 3.
- NDR Info: emissora d'informació contínua i servei públic.
- NDR Info Spezial: senyal alternatiu de NDR Info per a esdeveniments especials i informació de servei públic.
- N-Joy: radiofórmula musical juvenil per a oïdors de 14 a 29 anys.
- NDR Blue: emissora juvenil dedicada a música alternativa i gèneres contemporanis.
- NDR Plus: música schlager.

### Televisió

Logo de NDR Fernsehen.

NDR produeix programes per a l'ARD, tant en el canal nacional (Das Erste) com en la resta de canals on la corporació participa (3sat, KiKA, Art, Phoenix, ARD Digital). El contingut més important són els informatius nacionals, amb seu en Hamburg, el format de la qual de referència és el telenotícies Tagesschau. També s'ocupa de la representació d'Alemanya al Festival de la Cançó d'Eurovisió.
A més, posseeix un canal comú per als quatre estats als quals presta servei:
- NDR Fernsehen: programació regional i de proximitat, amb informatius i esdeveniments especials. Les seves emissions van començar el 4 de gener de 1965 com la primera television regional de l'ARD i llavors estava produït per NDR, Radio Bremen i Sender Freies Berlin. En l'actualitat és el canal comú de NDR i Ràdio Bremen.

## Organitzacions musicals

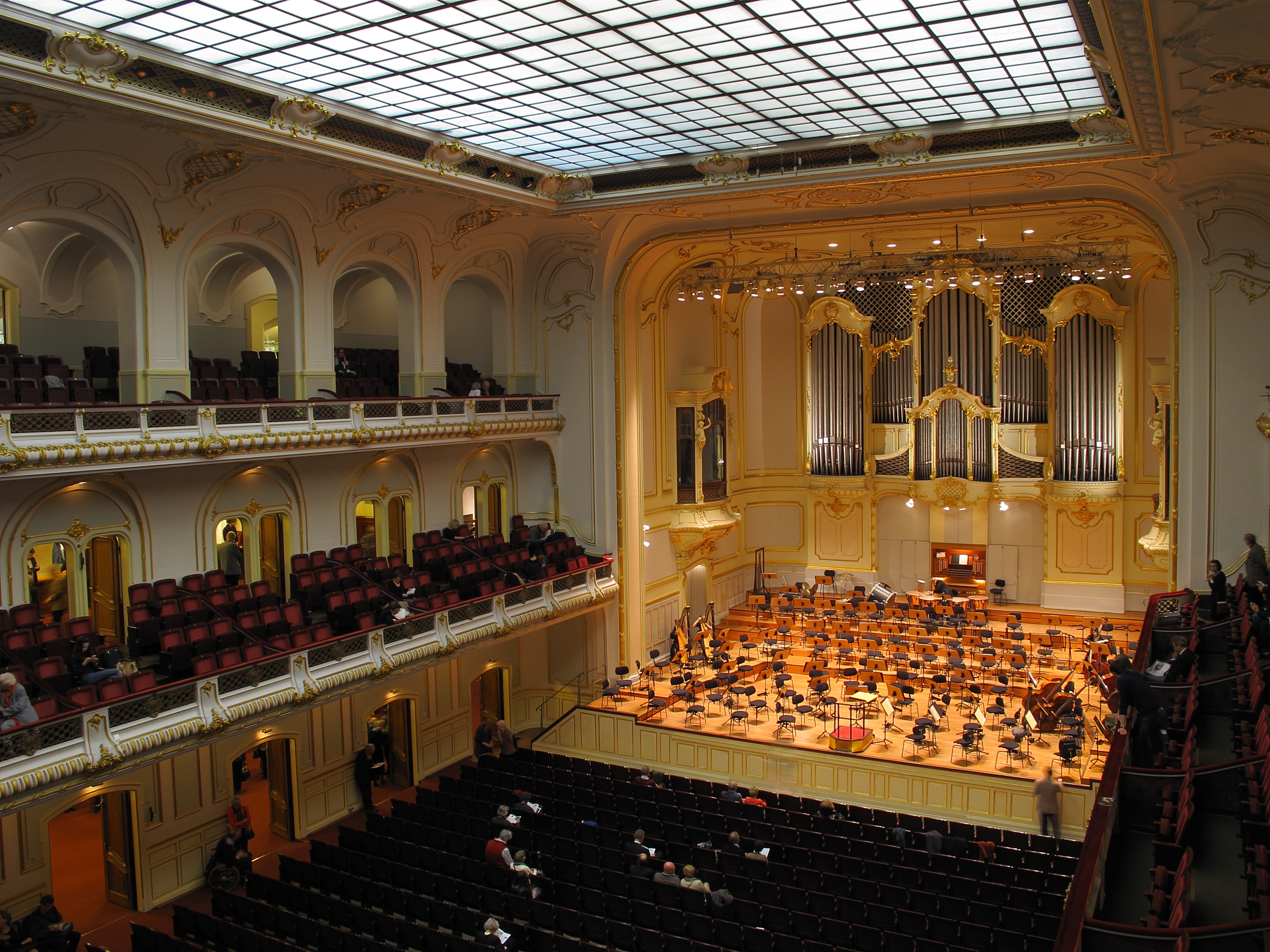
Interior del Laeiszhalle de Hamburg, seu de l'Orquestra Simfònica de la NDR.

La NDR compta amb quatre organitzacions musicals:
- NDR Elbphilharmonie Orchester: creada en 1945 com l'orquestra simfònica de la Nordwestdeutscher Rundfunk, va quedar sota control de la NDR en 1956. Al llarg de la seva història ha comptat amb prestigiosos directors com Günter Wand, Klaus Tennstedt i John Eliot Gardiner. L'actual director d'orquestra és Thomas Hengelbrock.
- NDR Radiophilarmonie: orquestra filharmònica amb seu a Hannover. La seva actual directora és Simone Young.
- NDR Chor: coral fundada en 1945 per la NWDR.
- NDR Bigband; big band fundada en 1945 per la NWDR i sota la seva denominació actual des de 1971.